# 대한민국 형사소송법 제89조
대한민국 형사소송법 제89조는 구속된 피고인과의 접견, 수진에 대한 형사소송법의 조문이다.

## 조문
제89조(구속된 피고인과의 접견, 수진) 구속된 피고인은 법률의 범위 내에서 타인과 접견하고 서류 또는 물건을 수수하며 의사의 진료를 받을 수 있다.

第89條(拘束된 被告人과의 接見, 受診) 拘束된 被告人은 法律의 範圍 內에서 他人과 接見하고 書類 또는 物件을 授受하며 醫師의 診療를 받을 수 있다.

## 해설

### 본 조의 법적근거
1. 피고인 또는 피의자의 권리로서 변호인과의 접견교통권: 헌법 제12조 제4항의 변호인의 조력을 받을 권리, 형사소송법 제89조
2. 피고인 또는 피의자의 권리로서 가족•친지 등 비변호인과의 접견교통권: 헌법 제10조의 행복추구권, 형사소송법 제89조 및 제91조
3. 변호인의 권리로서 피고인 또는 피의자와의 접견교통권: 헌법 제12조 제4항의 변호인의 조력을 받을 권리와 표리관계(헌법재판소의 입장, 대법원 반대), 형사소송법 제34조
4. 가족•친지 등의 권리로서 피고인 또는 피의자와의 접견교통권: 헌법 제10조의 인간의 존엄과 가치 및 행복주구권

## 판례

### 헌법적 근거

#### 구속된 피고안피의자의 권리로서 변호인과의 접견교통권
- 변호인의 조력을 받을 권리의 가장 중요한 내용으로 헌법상의 기본권으로 보아야 한다[1]

#### 체포, 구속된 피고인, 피의자의 권리로서 가족, 친지 등 비변호인의 접견교통권
- 현법 제10조의 행복추구권에 포함된 기본권이다[2]

#### 변호인의 권리로서 체포. 구속된 피고인. 피의자와의 접견교통권
헌법재판소는 헌법상의 기본권, 대법원은 형사소송법상의 권리로 본다.

#### 가족. 친지 등의 권리로서 피고인 또는 피의자와의 접견교통권
결수용자의 가족이 미결수용지와 접견하는 것 역시 헌법 제10조가 보장하고 았는 인간으로서의 존엄과 가치 및 행북추구권 가운데 포함되는 헌법삼의 기본권이다.

### 변호인과의 접견교통권의 주체에 관한 판례
1. 임의吾행의 형식으로 수사기관에 연행된 피의자에게도 …… 접견교통권은 당연히 인정 피내사자에게도 이는 마찬가지 …... (대법원 1996.6.3,96모I8
에 대한 재심개시의 여부를 결정하는 재심청구절차에는 그대로 적용될 대판 1998.4.28,96도48831). >09.경장

### 접견교통권의 제한에 관한 헌법재판소의 입장
kl의 조력을 받을 권리의 가장 중요한 내용 …… 국가안전보장, 질서유지, 공공복리 등 어떠한 명분으로도 황 있는 성질의 것이 아니다(헌재결 1992.1.28,91헌마111).

### 접견교통권의 제한에 관한 대법원의 입장
- 수사기관의 처분 등에 의하여 이틀 제한할 수 없고， 다만 법령에 의하여서만 제한이 가능하다[6]
- 법령에 의한 제한이 없는 한 수사기관의 처분은 물론 법원의 결정으로도 이를 제한할 수 없는 것이다[7]
- 행형법시행령 제176조는 변호인의 수진권행사에 대한 법령상의 제한에 해당한다[8]
- 신체구속을 당한 사람이 그 변호인을 자신의 범죄행위에 공범으로 가담시키려고 하였다는 사정만으로 그 변호인의 접견교통을 금지할 수 없다[9]

### 접견교통권의 침해로 본 판례
- 구속영장에는 청구인을 구금할 수 있는 장소로 특정 경찰서 유치장으로 기재하고 국가안전기획부 청사에 사실상 구금하여 사실상의 구금장소의 임의적 변경은 청구인의 방어권이나 접견교통권의 행사에 중대한 장애를 초래하는 것이므로 위법하다[10]
- 접견신청일이 경과하도록 접견이 이루어지지 아니한 것은 실질적으로 접견불허가처분이 있는 것과 동일하다[11]

### 접견교통권을 제한한 상태에서 얻어낸 자백의 증거능력
- 접견교통권을 침해하여 얻은 자백은 위법절차에 의하여 얻은 자백으로서 증거능력이 없다[12]
- 보장된 변호인과의 접견교통권이 위법하게 제한된 상태에서 얻어진 피의자의 자백은 유죄의 증거에서 실질적이고 완전하게 배제하여야 하는 것이다[13]

### 접견 전에 작성된 검사의 피고인에 대한 피의자신문조서의 증거능력 유무(적극)
- 피고인에 대한 피의자신문조서가 증거능력이 없다고 할 수 없다[14]

### 비변호인과의 접견이 제한된 상태에서 얻어낸 자백의 증거능력
- 피고인들의 접견이 제한을 받았고, 그러한 상황하에서 피의자신문조서가 작성되었다는 사실만으로 바로 그 조서가 임의성이 없다고는 불 수 없다[15]

## 참고 문헌
- 손동권 신이철, 새로운 형사소송법(초판, 2013), 세창, 2013. ISBN 9788984114081